# Laguna Bellavista
La laguna Bellavista es una laguna amazónica de Bolivia ubicada en el norte del Parque Nacional Noel Kempff Mercado, a 5 km del río Itenez, en la provincia Velasco del departamento de Santa Cruz.
Está rodeada por un bosque alto siempreverde y bosques de lianas. Se puede acceder a la laguna por medio de la carretera desde el aserradero de El Choré. Esta laguna tiene una superficie permanente de 24,8 km² llegando a una máxima extensión de 35 km² en época de inundaciones.
- Datos: Q955715